# Heliura episcepsidis
Heliura episcepsidis är en fjärilsart som beskrevs av Dyar 1914. Heliura episcepsidis ingår i släktet Heliura och familjen björnspinnare. Inga underarter finns listade i Catalogue of Life.